# Фицджеральд, Майкл
Майкл Луис Фицджеральд (фр. Michael Louis Fitzgerald; род. 17 августа 1937, Уолсолл, Уэст-Мидлендс, Западный Мидленд, Англия, Великобритания) — английский куриальный кардинал и ватиканский дипломат. Титулярный архиепископ Непте с 16 декабря 1991. Секретарь Папского совета по межрелигиозному диалогу с 22 января 1987 по 1 октября 2002. Председатель Папского совета по межрелигиозному диалогу с 1 октября 2002 по 15 февраля 2006. Апостольский нунций в Египте с 15 февраля 2006 по 23 октября 2012. Кардинал-дьякон с титулярной диаконией Санта-Мария-ин-Портика-Кампителли с 5 октября 2019.